# Luigi Vitaliano Paulucci di Calboli
Luigi Vitaliano Paolucci o Paulucci di Calboli (Forlì, 19 luglio 1783 – Forlì, 24 novembre 1855) è stato un politico italiano.

## Biografia
Luigi Vitaliano Paulucci, o Paolucci di Calboli, nacque a Forlì il 19 luglio 1783 dal marchese Francesco e dalla sua prima moglie Maddalena Borromeo.
Discendente da un’antica famiglia romagnola, Luigi Vitaliano si formò nell’ambiente aristocratico della città, di cui, dagli inizi del XIX secolo, divenne uno degli attori politici di rilievo. La sua ‘carriera amministrativa’ cominciò assai precocemente, nel contesto napoleonico. Educato nel collegio dei Nobili di Parma, nel 1810 era già ciambellano di Sua Maestà imperiale e reale, e risiedette per un certo periodo a Milano. Fra marzo e giugno 1810 fu a Parigi, poi di nuovo fra Forlì e Milano. Nominato barone dell’Impero, dall’inizio di settembre del 1811 fu membro del Consiglio generale del dipartimento del Rubicone e dall’autunno 1812 assestò il suo ruolo pubblico e nel contempo la vita familiare, sposando Maria Beatrice Albani (1792-1816) e diventando podestà di Forlì; carica che ricoprì fino al marzo 1815, e poi di nuovo dal 19 aprile al maggio 1815.
Il rapporto con la famiglia principesca degli Albani e soprattutto con lo zio di Beatrice, il potente cardinale Giuseppe (1750-1834), legato alla fazione consalviana moderata del collegio dei porporati, gli consentì di transitare senza troppe conseguenze dal mondo imperiale e lombardo a quello pontificio e romano, utilizzando sempre le relazioni familiari e le conseguenti reti di amicizia.
Giuseppe Albani fu il suo mentore durante l’intera e delicata fase 1815-34, in quanto prefetto del Buon Governo (1817-1824), camerlengo del Collegio cardinalizio (1821-22), segretario di Stato sotto Papa Pio VIII (1829-1830) e commissario straordinario, incaricato di riportare l’ordine nelle Legazioni ‘in anarchia’ durante la difficile congiuntura del 1831-32.
Paulucci esercitò dunque le funzioni di podestà fino alla crisi del potere napoleonico, poi, cessata la breve occupazione napoletana di parte della Romagna, fu nell’aprile 1815 delegato di governo per qualche giorno, cioè governatore per conto dell’Impero austriaco e ricoprì nuovamente questa carica da maggio a fine luglio, quando il potere passò nelle mani del delegato apostolico, monsignor Tiberio Pacca.
Ripristinato il potere pontificio, Paulucci continuò il suo cursus honorum senza interruzioni: fu primo consigliere della Congregazione governativa provvisoria della Provincia di Romagna (luglio 1815-agosto 1816); consultore di Legazione; delegato della polizia provinciale di Bologna (1817-18) e soprattutto gonfaloniere di lungo corso del comune di Forlì (1817; 1818-20; 1828-31; 1840-41), punto di garanzia degli equilibri urbani e rappresentati da un lato dalle famiglie aristocratiche di stretta fedeltà alla Chiesa (Gaddi e Albicini in primis) e dall’altro dai notabili di estrazione liberale (i Saffi ed i Guarini, poi i Petrucci, i Matteucci, i Romagnoli, i Cicognani, i Masotti), tentati dal compromesso impossibile con le ‘regole del gioco’ ereditate dalla stagione imperiale.
Il collegamento con la Dominante fu assicurato – per via familiare – dal cardinale Albani, identificato, fin dall’estate del 1815 quale ‘protettore della Città’. La necessità di un solido collegamento con la Curia era d'altronde giustificato, fra il 1815 e la metà del decennio successivo, dall’aspra battaglia fra municipi innescata dalla riforma amministrativa avviata dal cardinal Ercole Consalvi. Forlì aspirava a mantenere titolo e funzioni di capoluogo (lo era stata al tempo napoleonico del dipartimento del Rubicone), mentre Ravenna pretendeva il ripristino dell’antica Legazione di Romagna e della conseguente funzione di ‘capitale’. Lo scontro, poi risolto salomonicamente nel 1816 dallo sdoppiamento delle Legazioni, fu assai duro e coinvolse pubblicisti, funzionari, prelati da ambo le parti; né la soluzione individuata servì a sedare la competizione, se è vero che con l’arrivo degli ‘zelanti’ al potere a seguito dell’elezione di Papa Leone XII (1823), voci di assimilazione del Forlivese a Ravenna tornarono a diffondersi, peraltro senza conseguenza effettive.
Nel frattempo, nel maggio 1816, Paulucci aveva perso la giovane moglie, Maria Beatrice. Nell’ottobre 1817 si risposò a Faenza con Olimpia Maria Lucia Spada, figlia del marchese Giacomo Filippo e di Maria Angela Ricciardelli. Da lei ebbe vari figli, ma gli sopravvisse soltanto Maria Maddalena, andata sposa nel 1854 al conte Giambattista Ginnasi. 

Pur conservando solide amicizie, egli rimase estraneo alla dura repressione del fenomeno carbonaro, che decapitò buona parte della borghesia liberale cittadina nei primissimi anni venti e nonostante i suoi trascorsi l’adesione a una linea di fedeltà politica alla Dominante non fu scossa per molti anni. Nondimeno, attraverso la partecipazione all’Accademia dei Filergiti e poi all’Ateneo forlivese, nella seconda metà del decennio Paulucci si avvicinò ai gruppi di innovatori, se non altro in campo culturale e sociale, alla cui generazione, per formazione e per scelta giovanile, egli apparteneva. 

Si trattò di una stagione breve ma intensa, aperta da una serie di lavori pubblici finalizzati al ridisegno del centro storico e conclusasi con la crisi agraria del 1830 e nonostante la repressione rivaroliana, culminata con la sentenza anticarbonara dell’agosto 1825, il clima pareva segnato da timide aperture.
Nell’estate 1826 Paulucci si era dedicato con passione all’attivazione dell’Ateneo forlivese, frenata in un primo tempo dall’Albani, che vi vedeva il rischio di una potenziale infiltrazione politica per via intellettuale e quando, il 4 ottobre 1827, l’Ateneo fu inaugurato, il ‘protettore della Città’ si tenne prudentemente alla larga.
In effetti, all’indomani della rivoluzione del 1831-32, all’Ateneo fu attribuita la funzione d’incubatore delle idee sovversive. «L’Ateneo – scriveva il principe di Canosa, a poca distanza dagli eventi – riuscì un principale Club rivoluzionario legalizzato, in dove si potette a bel agio maturare e perfezionare, senza molestia alcuna, il piano della rivolta. E questa verità universalmente palese addivenne quando, scoppiata la ribellione, si trovò bello e formato il comitato di governo, tutto ciò composto da’ membri dell’Ateneo. Paolucci presidente di quella corporazione, lo fu ben anche del comitato rivoluzionario» (Lettere ad un amico, p. 34).
Il punto di svolta per Paulucci fu dunque la rivoluzione del 1831. Gonfaloniere ormai navigato e apprezzato quale ‘figura istituzionale’, il 5 febbraio 1831 egli si trovò nella difficile posizione di fungere da mediatore fra un debole pro legato, monsignor Lodovico Gazzoli, e il gruppo dei notabili liberali. La soluzione trovata, in quel frangente, fu il riconoscimento, da parte di Gazzoli, di un comitato composto dallo stesso Paulucci, in quanto gonfaloniere, e da liberali ed ex carbonari: Giacomo Cicognani, Pietro Guarini, Michele Rosa, Luigi Petrucci. La giornata non era stata incruenta: negli scontri erano morte cinque persone, per lo più militi pontifici. Altri due feriti gravi cessarono di vivere nei giorni successivi. L’impulso alla pacificazione aveva quindi spinto Paulucci a una partecipazione per lui senz’altro rischiosa. L’immediata mobilitazione dei giovani patrioti, e l’evidente propensione allo scontro militare con la Santa Sede, indussero tuttavia Paulucci a ritirarsi dal comitato il 10 febbraio, adducendo l’incompatibilità «collo esercizio di Gonfaloniere della Città, il quale oggi più che mai esige una assidua assistenza» (Missiroli, 1934, p. 26); ma era chiaro l’intento di prender le distanze da una frazione di notabili pericolosamente esposta al rischio di una feroce repressione. Anche perché, nel frattempo, monsignor Gazzoli era diventato ostaggio del governo provvisorio, che a Bologna, l’8 febbraio, aveva dichiarato decaduto il dominio temporale del papa. La velocità con cui, nelle Legazioni, si consumò la radicalizzazione delle posizioni politiche aveva prontamente ispirato a Paulucci la scelta di mantenersi ‘terzo’: un ruolo in realtà scomodo e ambiguo, ben rappresentato con inconsueta franchezza da una lettera privata dello zio, Giuseppe Albani, datata 14 febbraio 1831: «tutti gli uomini in questo mondo cercano la felicità, e pochi la trovano. Starà a voi a decidere se abbiate preso i mezzi opportuni per trovarla, e il tempo ne farà una migliore testimonianza» (Forlì, Archivio privato Paulucci di Calboli).
Nonostante il tentativo di istituzionalizzare il suo profilo, Paulucci non riuscì del tutto convincente agli occhi dei conservatori e del potere, risultando ambiguo a quelli dei liberali più caldi. Sconfitta la Vanguardia del generale Giuseppe Sercognani, durante la breve occupazione austriaca nel marzo 1831 a fungere da delegato governativo fu chiamato il conte Antonio Albicini, che collaborò per qualche mese con il legato a latere, il cardinale Carlo Oppizzoni. Paulucci ci rimase malissimo e tentò di far valere i suoi titoli e la sua lealtà alla Santa Sede presso la Segreteria di Stato e lo stesso Oppizzoni.
Da una di queste lettere traspariva la sua autorappresentazione di notabile amministrativo fedele al ‘sistema’: «Nell’anno 1815 lorché queste provincie vennero restituite alla Santa sede io governavo la Romagna nel nome di S.M. l’Imperatore d’Austria […]. Io difatti ebbi l’onore di farne la formale consegna al Preside Pontificio, ed ebbi pur l’altro contemporaneamente d’essere nominato dalla Segreteria di Stato primo Consigliere della Delegazione, la quale carica sostenni […] fino alla venuta dell’E.mo Legato […], epoca in cui venni rieletto Gonfaloniere della città. Passarono pochi mesi che fui nominato […] Delegato della Polizia provinciale di Bologna. Ritornato in Patria per motivi di salute ed avendo rinunziato alla Delegazione di Polizia, mi vidi di nuovo eletto Gonfaloniere di maniera che dal 1812 a tutt’oggi ho impiegato i più begl’anni della vita a servire ora la Patria, ora il Governo in tempi disastrosi e difficili, con sagrifici dei miei privati interessi» (Missiroli, 1934, p. 67).
Nel giugno 1831 fu per questo motivo nominato pro legato (carica che conservò fino al luglio 1836, per poi diventare consultore onorario della Legazione di Forlì), e quindi invitato a gestire una difficile pacificazione. La Romagna restò in una condizione preinsurrezionale ancora per molti mesi: mentre le guardie civiche diventavano potenziali ricettacoli di deviazioni – come scrivevano a Roma – ‘anarchiche’, i notabili si predisponevano alla ‘politica dell’amalgama’; rivendicazione formale di riforme amministrative, sulla scorta del memorandum delle grandi potenze alla Santa Sede del maggio 1831, e contemporanea tolleranza di comportamenti e posizioni esplicitamente eversive. Fra la primavera e dicembre, il papa Gregorio XVI, senza truppe d’occupazione austriache, si trovò con la parte settentrionale dello Stato in mano di fatto al municipalismo autonomista dei ‘signori’, coadiuvato nell’occasione dall’elemento popolare e radicale. Paulucci si rese conto della deriva liberaleggiante e si ritirò dapprima presso la sua villa di campagna di Ladino, poi addirittura a Firenze, dove restò fino al 21 dicembre 1831. Nel frattempo, le nuove disposizioni di giustizia criminale varate da Roma svelavano l’intento di precostituire norme repressive in vista dell’ormai inevitabile resa dei conti. Il clima effervescente, in quel tardo autunno, era testimoniato dalla Marsigliese cantata apertamente nei teatri. Paulucci tentò, insieme ad altri esponenti moderati, l’ultima e vana mediazione, come traspariva da una dura risposta indirizzatagli il 28 dicembre 1831 dal cardinale Albani, inviato appositamente a ripristinare l’ordine: «Io vedo che in genere ambedue le parti son d’accordo di operare una Conciliazione che faccia cessare il presente stato di cose troppo violento e pregiudizievole a tutti ma voi altri Signori vorreste operare la Conciliazione prima che le Truppe Pontificie s’inoltrassero in Romagna, ed io non potrei trattarne di proposito che seguita la occupazione della Romagna per parte delle Truppe Pontificie, che mi abiliterebbe a recarmi in coteste Provincie al sicuro d’ogni violenza. [...] Tutti voi altri Signori desiderate che si ristabilisca l’ordine, e che le Autorità Governative qualunque esse siano non rimangano esposte alla violenza del Popolo e che siano rispettate e ubbidite; in una parola volete salvare Voi stessi, e i vostri Paesi dal disordine e dall’anarchia, ch’è la peggiore malattia morale, la più terribile peste della Società, che possa regnare al mondo, ma non combiniamo nel metodo, e nello spirito della cura, perché da parte di voi altri Signori s’intende di curare più le conseguenze, che guarire la malattia, e ciò accade, permettete che ve lo dica, pel soverchio amore che avete a Voi stessi, ma credete a me, è una illusione che v’inganna, di cui già provate la cattiva conseguenza, e peggio sarebbe in avvenire, come troppo tardi conoscereste» (Forlì, Archivio privato Paulucci di Calboli).
Le truppe pontificie del colonnello Antonio Barbieri sbaragliarono i civici a Cesena, il 20 gennaio 1832; Albani entrò a Forlì il giorno seguente, non senza aver preavvisato il 19 gennaio il nipote acquisito: «non è per questo che io non vi compatisca in questo momento per la situazione in cui vi trovate, ma se voi foste nella situazione mia ed io nella vostra non dubito che fareste quello che fo io. Ma ormai lo sviluppo è vicino, procurate di schermirvi alla meglio per altri pochi momenti, e ristabilito che sia l’ordine non avrete più che temere» (ibid.). Vi furono scontri e saccheggi, che costarono la vita a oltre venti persone. L’arrivo degli austriaci, la sera del 26 gennaio, fu accolto dalla popolazione quasi con soddisfazione. La leggenda nera che avrebbe accompagnato poi Paulucci – liberale ‘traditore’ o trasformista, e perciò inviso tanti ai patrioti quanto ai reazionari come il principe di Canosa – si consolidò nei mesi seguenti, quando i ribelli cercarono di rifluire nella rivendicazione dell’autonomia comunale, ma ne furono espulsi in primavera a seguito dell’epurazione dei consigli per diventare protagonisti di una breve ‘guerra fredda’ che impedì la ricostituzione dei consigli municipali dal 2 giugno fino al luglio avanzato del 1832. Solo gli arresti, che furono predisposti da Paulucci a partire dal 5 e 6 giugno 1832, decapitarono definitivamente l’élite della rivoluzione, ancora influentissima in città e alla quale egli, per vincoli di amicizia, era legato.
Espressione suprema della ‘politica dell’amalgama’ secondo Canosa, novello Don Miguel agli occhi dei ribelli, Paulucci, lungi dall’essere il patriota immaginato da Gioacchino Vicini nel 1902, fu – come evidenziò Icilio Missiroli – un suddito pontificio fedele, ma soprattutto un uomo della piccola patria: un ‘signore’, come aveva ben visto il cardinal Albani, al quale stava a cuore soprattutto l’equilibrio notabilare faticosamente costruito negli anni napoleonici, e soggetto a tensioni progressive, ora a causa del potere centrale della Dominante, ora a causa delle tendenze più estreme presenti nella «liberalesca Forlì» (Lettere ad un amico, p. 15). Di qui il suo naturale rifluire verso il ‘partito dell’ordine’, cui era naturalmente portato dalla scelta intima d’essere ‘uomo delle istituzioni’ prima d’ogni altra cosa.
Fu di nuovo gonfaloniere nel 1840-41; poi capo della Provincia di Forlì (pro legato e vicelegato) dal 2 dicembre 1846 fino al 3 maggio 1847; quindi consultore di Stato fra il 1847-48, e membro dell’Alto Consiglio in virtù dello statuto costituzionale del 1848. Ancora, infine, capo provvisorio della Provincia di Forlì, in quanto delegato pontificio, dal maggio-giugno 1849 alla seconda metà di settembre 1851, quando a Forlì entrò il delegato apostolico, monsignor Giuseppe Milesi. Nella terza restaurazione, posteriore al ’48, la sua figura non ebbe la centralità e la forza espressa nella prima (1815-17) e nella seconda (1831-32). Egli certo poteva esibire una conoscenza perfetta della sua città e dell’intera Romagna, quanto a classe dirigente, ma ormai la sua era la voce di un funzionario laico dell’età gregoriana, e, sebbene sempre moderato, privo della lucida e originale razionalità dei suoi anni migliori.
Morì a Forlì il 24 novembre 1855, a poche settimane dalla fine del grande colera.